# 캘리포니아쥐
캘리포니아쥐(Peromyscus californicus)는 비단털쥐과에 속하는 설치류의 일종이다. 멕시코 북서부와 캘리포니아주 중남부에서 발견된다. 미국에서 가장 큰 사슴쥐속 종이다.